# كويستشن رايتر
كويستشن رايتر (Question Writer) هو أحد الأدوات المستخدمة لكتابة الاختبارات في مايكروسوفت ويندوز. تستخدم هذه الأداة لكتابة الأسئلة وجمعها في اختبارات في صيغة ملف فلاش. ويتم نشر هذا البرنامج بواسطة سنترال كويستشن (Central Question).

## واجهة المستخدم
تتعامل واجهة المستخدم مع كل اختبار بوصفه مستندًا منفصلاً. تتيح واجهة المستند عرض الأسئلة في مخطط شجري على الجانب الأيسر وجزء كبير للمعاينة على الجانب الأيمن. ويتيح هذا الجزء عرض معاينة السؤال، أو القسم، أو الاختبار كاملاً. يستخدم البرنامج واجهة متعددة المستندات تتيح فتح عدد من الاختبارات في نفس الوقت. وتستخدم وظيفة السحب والإفلات لإعادة ترتيب الأسئلة داخل الاختبار ونسخ الأسئلة بين الاختبارات.

## الإصدارات
يتوفر برنامج كويستشن رايتر في ثلاثة إصدارات حتى الآن؛ 'الأساسي' ، و'القياسي' و'الاحترافي'. يتوفر الإصدار الأساسي مجانًا للاستخدام الشخصي، ولكنه يقتصر على أسئلة الاختيار من متعدد. أما الإصدار القياسي، فيتيح مجموعة أكبر من أنواع الأسئلة، والميزات، وموضوعات الاختبار. ويضيف الإصدار الاحترافي المزيد من الميزات المتقدمة، وأبرزها سؤال التقدير الجزئي  وتجميع الأسئلة.

## السمات
يتمكن مستخدمو كويستشن رايتر من صياغة الاختبارات عن طريق إضافة أسئلة واختيار الإعدادات التي تنطبق على هذا الاختبار. وتتيح الإعدادات الرئيسية تغيير عشوائية السؤال واختياره، وتحديد الوقت، ومستوى التقارير والملاحظات، ونموذج الإجابة وتوزيع الدرجات، ودرجة النجاح.
وفيما يلي أنواع الأسئلة التي يمكن استخدامها، وعددها 8:
- الاختيار من متعدد
- الإجابات المتعددة
- التطابق[7]
- الترتيب[8]
- إكمال الفراغ
- السؤال المقالي[9]
- الصواب/الخطأ
- سؤال التقدير الجزئي[5]

## كتيب الإرشادات
يتوفر الدليل الإلكتروني على الإنترنت في شكل كتاب من كتب الويكي.

## النشر
من الممكن نشر الاختبارات على الشبكة، وفي هذه الحالة يتم تجميع ملفات إس دبليو إف ويتم تصديرها مع ملف برنامج تشغيل لغة رقم النص الفائق وجافا سكريبت. كما يمكن نشر الاختبارات في شكل حزم سكورم، وفي هذه الحالة تنشر الملفات داخل ملف سكورم 1.2 مضغوط متوافق. ويتميز كويستشن رايتر في أنه يجمع كل موارد الاختبار في ملف إس دبليو إف مستقل.

## تنسيقات الملفات
يستفيد برنامج كويستشن رايتر من تنسيقات الملف المتعددة. التنسيقات الرئيسية هي كالآتي:
| التنسيق       | امتداد الملف | المدى |
| ------------- | ------------ | --- |
| مصدر الاختبار | qwz.         | تحتوي ملفات qwz. على المادة المصدر للتطبيق. يتمكن كويستشن رايتر من تحرير الملفات وجمعها في اختبارات. ترد جميع الموارد اللازمة لاختبار في ملف qwz.                         |
| المواضيع      | qws.         | تتضمن ملفات qws. مواضيع. بإمكان كويستشن رايتر تطبيق ملف QWS للاختبار لمنحه شكلاً ومفهومًا جديدًا.                                                                            |
| فلاش          | swf.         | يجمع كويستشن رايتر الاختبارات في ملفات بامتداد swf. التي يمكن تسجيلها في أدوبي فلاش بلاير. كما يقوم كويستشن رايتر بتصدير ملفات swf. لاستخدامها بوصفها مادة داعمة للأسئلة. |
| صور           | .gif / jpg.  | من الممكن استيراد الصور في التنسيقات GIF وJPEG لاستخدامها بوصفها توضيحات لدعم الأسئلة.                                                                                    |
| أسئلة النصوص  | .txt / .rtf  | من الممكن استيراد الأسئلة المحفوظة في ملف نصي في تنسيق معين. |
| Moodle XML    | .xml         | من الممكن استيراد الأسئلة التي تم تصديرها من Moodle LMS أو أعدت للاستيراد في Moodle LMS في تنسيق XML                                                                      |